# Marie Schreiber
Marie Schreiber (* 17. April 2003 in Bettborn) ist eine luxemburgische Radrennfahrerin, die im Straßenradsport und im Cyclocross aktiv ist.

## Sportlicher Werdegang
Als Jugendliche fuhr Marie Schreiber beim Radsportverein CT Atertdaul. In ihren beiden Jahren als Juniorin 2020 und 2021 gewann sie jeweils die luxemburgischen Meisterschaften im Straßenrennen und Einzelzeitfahren sowie 2020 im Cyclocross (die Cyclocross-Meisterschaften 2021 entfielen infolge der Corona-Pandemie). Beim ersten Juniorinnen-Rennen in der Geschichte des Cyclocross-Weltcups in Tábor wurde sie Zweite.
Zur Cyclocross-Saison 2021/2022, in der sie erstmals der Kategorie U23 angehörte, rückte sie ins UCI Cyclo-Cross Team Tormans-Circus auf, nachdem sie zuvor deren Nachwuchsteam angehört hatte. Im Oktober 2021 gewann sie in Contern ihr erstes UCI-Rennen in der Elite. Neben dem Rennen in Contern gewann sie in den folgenden Jahren mehrere kleine Cyclocross-Rennen in Deutschland und Frankreich. Sie vertrat ihr Land seit 2020 regelmäßig bei Welt- und Europameisterschaften im Straßenradsport und im Cyclocross.
In der Saison 2022/2023 rückte sie in die erweiterte Cyclocross-Weltspitze auf, belegte den achten Platz in der Gesamtwertung des Weltcups und gewann die luxemburgischen Meisterschaften in der Elite. Anfang März 2023 wechselte sie zu SD Worx, einem UCI Women’s WorldTeam, und fuhr erstmals eine Straßensaison in der WorldTour. 
In der Cyclocross-Saison 2023/2024 gewann sie die Silbermedaille im U23-Rennen der Europameisterschaften, bevor sie ihren luxemburgischen Landesmeistertitel verteidigte. In der folgenden Straßensaison errang sie bei den nationalen Meisterschaften erstmals den Titel im Straßenrennen der Elite. Bei den Straßenradsport-Europameisterschaften 2024 gewann sie im Einzelzeitfahren der U23 die Bronzemedaille hinter Anniina Ahtosalo und Antonia Niedermaier. Ende des Jahres gewann sie als erste Luxemburgerin überhaupt ein Rennen des Cyclocross-Weltcups.

## Erfolge

### Straße
2020
 Luxemburgische Meisterin – Straßenrennen, Einzelzeitfahren (Junioren)
2021
 Luxemburgische Meisterin – Straßenrennen, Einzelzeitfahren (Junioren)
2023
 Luxemburgische Meisterin – Straßenrennen (U23)
2024
 Luxemburgische Meisterin – Straßenrennen
 Luxemburgische Meisterin – Einzelzeitfahren (U23)
Nachwuchswertung Baloise Ladies Tour
 Europameisterschaften – Einzelzeitfahren (U23)
2025
 Luxemburgische Meisterin – Straßenrennen, Einzelzeitfahren
 Luxemburgische U23-Meisterin – Straßenrennen

### Cyclocross
2019/2020
 Luxemburgische Meisterin (Junioren)
2021/2022
 Luxemburgische Meisterin (U23)
2022/2023
 Luxemburgische Meisterin
2023/2024
 Luxemburgische Meisterin
 Europameisterschaften (U23)
2024/2025
 Weltmeisterschaften (U23)
 Europameisterschaften (U23)
 Luxemburgische Meisterin
Weltcup – Hulst